# Archive
Archive — музыкальная группа из Лондона, сочетающая в своём творчестве элементы таких музыкальных жанров, как трип-хоп, прогрессивный рок и альтернативный рок.

## История

### Формирование, Londinium (1990—1996)
Основатели Archive Дариус Килер (Darius Keeler) и Дэнни Гриффитс (Danny Griffiths) познакомились ещё в 1990 году, при работе над записью лондонского джангл проекта Genaside II. Оба были увлечены детройтским хаусом и техно и пробовали свои силы в создании собственной музыки. Дариус и Дэнни записали вместе с Genaside II сингл «Narramine», который стал большим хитом на местных дискотеках. Вдохновлённые успехом, новые друзья решили основать свой собственный лейбл, на котором и выпустили несколько записанных ими треков в стиле progressive house. Записи не имели успеха, и дуэт распался. По словам Дариуса Килера, его уже не устраивали узкие рамки стиля house, а в каком направлении двигаться дальше, он не знал. Вскоре после этого Дэнни уехал в Австралию, а Дариус продолжил работу в родном чертежно-конструкторском бюро, не забывая, впрочем, о музыке. В 1994 году, как раз в то время, когда Дэнни Гриффитс исследовал австралийские красоты, Килер познакомился с молодым и талантливым рэпером Роско (Rosco). Вернувшийся из Австралии Дэнни Гриффитс сразу же оценил потенциал нового вокалиста и изъявил желание участвовать в проекте. Так родился Archive. Дариус, Дэнни и Роско вместе со звукорежиссёром Питером Барраклу (Peter Barraclough), ранее игравшим в группе The Lucy Show, начали работать над своей первой записью, которая впоследствии получила название «Londinium». При работе над альбомом музыкантам показалось, что им нужен ещё один участник — вокалистка. Так четвёртым участником группы стала Ройя Араб (Roya Arab). Её нашёл Дариус. Ройя, практически в одиночку, придумала тексты всех песен. Результат превзошёл ожидания Дариуса и Денни. В таком составе Archive записали свой первый альбом. В то время был пик популярности трип-хопа, и группе не составило труда заключить контракт на выпуск альбома с одним из крупнейших лейблов — Island Records. Однако дальше выпуска альбома дело не пошло. Выпускающая компания не решилась на серьёзные вложения в раскрутку альбома, был снят всего один клип, который так и не попал на крупные музыкальные каналы. К тому же музыканты были не готовы к живым выступлениям. В итоге Роско и Ройя покинули группу.

### Take My Head (1999)
Работу над очередным альбомом Archive начали уже в начале 1997-го. Несколько месяцев Килер и Гриффитс искали подходящего вокалиста, пока не встретили свою старую знакомую Сюзанну Вудер (Suzanne Wooder), с которой работали ещё до создания собственной группы. Место второго вокалиста должен был занять Сурадж Юмаигба (Courage Umaigba). Пятым участником основного состава группы стал малоизвестный ударник Метью Мартин (Matheu Martin). Про него известно лишь то, что он играл в трибьют-группах Led Zeppelin. В качестве гитариста и по совместительству бас-гитариста для записи альбома был приглашён Ли Померой (Lee Pomeroy). Место за звукорежиссёрским пультом снова занял Питер Барраклу. Результат трёхмесячной работы обрадовал музыкантов. Альбом получился жёстким, с плотным звуком и яркими мелодиями. Демовариант послушал сам Дэвид Гилмор (David Gilmour) и остался доволен предложенным материалом. Однако, авторитетнейший продюсерский триумвират, состоявший из Яна Стенли (Ian Stanley), работавшего с A-Ha и Tori Amos, Криса Поттера (Chris Potter), работавшего впоследствии с The Verve и Энди Грея (Andy Gray), приложившего руку к работам Tori Amos, Liz Fraser, Gary Numan, KoЯn и U2 решил по-своему. В результате, все вокальные партии были отданы Сюзанне, и после микширования получилось совершенно невнятное звучание, а большая часть песен оказались безнадёжно загублены. В общем, не удивительно, что второй альбом группы, «Take My Head» вышедший в 1999 году объективно получился самым слабым за всю историю коллектива. Через несколько лет Дэнни и Дариус решили реанимировать одну из песен с альбома «You make me feel», включив его в концертную программу. Послушав живое исполнение этой композиции, можно представить каким видели музыканты звучание всего альбома.

### You All Look the Same to Me (2002)
Решив начать все сначала, Дариус и Дэнни дали объявление в газете о поиске нового вокалиста. Довольно быстро они одобрили кандидатуру бывшего солиста ирландской группы Power Of Dreams Крейга Уокера (Craig Walker). Однако на этом Дариус и Дэнни не остановились и решили очень серьёзно подойти к аккомпанирующему составу музыкантов. В результате основным гитаристом стал Стив Харрис, известный по работам с Гари Ньюменом. «Главным по тарелочкам» оказался Стив Бернард (Steve Barnard), взявший себе ник Смайли (Smiley), до Archive он играл у Роби Уильямса (Robbie Williams). Для партий бэк-вокала была приглашена Maria Q, преподавательница вокала в лондонской консерватории. Бас гитарой по-прежнему заведовал Ли Померой, а место за звукорежиссёрским пультом занял, как всегда, Питер Барраклу. Однако даже такого состава показалось недостаточно, и к записи были привлечены ещё 8 сессионных музыкантов, самый известный из которых трубач Карл Холт (Carl Holt). Результат превзошёл все ожидания. Альбом You All Look the Same To Me начинается композицией Again, ставшей отныне визитной карточкой коллектива. Numb и Men Like You (с бонусного диска) безусловные хиты, которые могут украсить любой радиоэфир. Ещё нельзя пройти мимо Meon. Идеальное сочетание голосов Крейга и Марии, красивая мелодия, проникновенный, искренний текст. На бонусном диске выделяются Sham и Absurd (изначально песня планировалась в предыдущий альбом, однако для вокала Сюзанны она явно не подошла) Музыканты Archive продемонстрировали не только хорошее знание классики вроде Pink Floyd, но и современных мейджоров — Radiohead и Massive Attack.
Из пресс-релиза You All Look the Same to Me: 

Жизнь трагична. Жизнь прекрасна. Сколько ещё книг вам предстоит прочитать, сколько незнакомых мест увидеть. Ваше сердце всё ещё открыто для новой музыки, но множество посредственных записей, которые преподносятся как шедевры, уже успели вызвать циничное и недоверчивое отношение к каждому новому альбому. Дамы и господа, мы понимаем. Но сейчас вы можете открыть для себя настоящую музыку. … И если вас не тронет эта запись, советуем убедиться, что у вас ещё прощупывается пульс.

### Michel Vaillant (2003)
Вскоре после выхода альбома группа отправилась на гастроли. Наиболее тепло группу принимали во Франции и Греции. На одном из фестивалей в Париже их заметил знаменитый режиссёр Люк Бессон и предложил написать музыку для фильма, в котором Бессон выступил в роли одного из сценаристов. Музыканты согласились, однако подошли к работе настолько серьёзно, что в результате на выходе получился и саундтрек (Michael Vaillant Bande Originale du Film) и полноценный альбом (Michael Vaillant), содержащий два великолепных трека — Bridge Scene (вошедший через несколько лет в новую концертную программу) и инструментальный Michael Vaillant.

### Noise (2004)
В конце 2003 года группа приступила к записи нового альбома. На этот раз все вокальные партии исполнил Крейг Уокер. Можно сказать, это был его звёздный час. Дариус и Дэнни на этот раз оказались в роли подыгрывающих. Так же удивил трубач Карл Холт, сменивший привычный инструмент на бас-гитару. Большую часть гитарных партий сыграл сам Крейг. Альбом, получивший название Noise и вышедший в начале 2004 года сражает наповал своей искренностью и энергетикой. Fuck U стала одной из самых известных песен и «визитной карточкой» Archive; спустя 6 лет, в 2010 году, Placebo выпустили кавер на песню в качестве би-сайда к синглу Ashtray Heart. Сразу после выхода альбома у Archive появилось множество предложений относительно предстоящих концертов. Музыканты сделали выбор в пользу совместного тура с Massive Attack, надеясь таким образом покорить английскую публику. Однако, в очередной раз, главный фурор группа произвела во Франции. Пришлось дать несколько дополнительных концертов, в том числе и акустических в составе трио Крейг Уокер, Дариус Килер и Стив Харрис. В результате в конце 2004 года произошли два важных события. Одновременно с выходом в свет акустического концертника Unplugged (отличную работу безнадёжно испортили неизвестно как и зачем попавшие на него две песни, исполненные другом Дариуса — Бруно Грином) стало известно, что Крейг покинул группу и ему на замену приглашён Дейв Пен (Dave Pen) из малоизвестного дуэта BirdPen. Помимо Дейва к концертным выступлениям привлекли Марию. Обнаружилось, что помимо изысканных французов в число главных фанатов Archive входят Квентин Тарантино и музыканты группы Muse. Последние, оценив живое выступление Archive, договорились о серии совместных концертных сетов. В конце 2005 года был готов к выпуску концертный альбом Live for 3 Nights, записанный на фестивале в Бельгии. Однако, в последний момент Дариус и Дэнни решили, что второй подряд концертный альбом — это перебор. В результате лишь редким счастливчикам достались промокопии, а все остальные поклонники группы вынуждены были довольствоваться mp3-версией.

### Lights (2006)
Окончание 2005 года и начало 2006 музыканты посвятили записи следующего альбома. В коллективе появился новый участник — вокалист Поллард Беррие (Pollard Berrier), с которым познакомились во время выступления в столице Австрии — Вене. Поллард, давний поклонник Radiohead и Muse, в 2003 году участвовал в качестве певца в электронном проекте Albanek, а также был одним из участников австрийского вокального коллектива Bauchklang. Очередной альбом Archive — Lights вышел в середине 2006 года. Главной на нём стала одноимённая композиция, длиной более 18 минут. На альбоме нет провальных треков, каждый хорош по-своему, но всё-таки лучшей работой в истории коллектива его назвать нельзя. Вторую половину 2006 года и начало 2007 группа провела в большом гастрольном туре, на этот раз, являясь хедлайнером. На разогреве у Archive чаще других выступала группа Rejection. В результате в середине 2007 года музыканты выпустили полноценный концертный альбом Live At The Zenith, который вышел как в обычном виде, так и в формате CD+DVD. Второй вариант появился после настойчивых пожеланий фанатов и переписке на форуме официального сайта с Дариусом.

### Controlling Crowds (Части I—IV) (2009)
В конце 2007 года Дэнни и Дариус встретились с участником первого состава Роско Джоном. В результате возникла идея записать альбом под новой вывеской и в необычной для Archive стилистике. Параллельно Дэнни и Дариус вели переговоры о записи музыки к фильму. Однако, хорошенько поразмыслив, музыканты решили не распылять свои силы и сосредоточиться на записи нового альбома, выход которого был изначально запланирован на последнюю декаду 2008 года. В работе над ним были привлечены все 4 вокалиста, включая Роско, ставшего после двенадцатилетнего перерыва полноправным участником группы. Запись и окончательное сведение заняли в итоге больше года. В результате, 30 марта 2009 года Archive выпустили долгожданный новый альбом, получивший название Controlling Crowds. Обычное издание содержит 13 треков, общей длиной 78 минут. В лимитированном издании присутствует второй диск, на котором содержатся 4 неизданные ранее песни, записанные в разное время, а также радиоверсия первого сингла Bullets. Стоит отметить, что именно Bullets является самым коммерчески успешным треком группы, попав в чарты в Германии, Польше, Швейцарии, Франции и Греции. В последних двух странах сам альбом забрался на первое место недельного национального чарта альбомов.
В октябре этого же года увидел свет ещё один альбом коллектива — Controlling Crowds, Part IV, являющийся завершением Controlling Crowds, который состоял из трёх частей. Сингл Empty Bottle предварял выход альбома.
Необходимо отметить, что интерес к первому альбому коллектива — Londinium с годами только увеличивается. Если в момент своего выхода он был явно в тени более известных работ Massive Attack, Tricky и Portishead, то сейчас многие ставят его уже в один ряд с признанной классикой трип-хопа. Вообще, 2009 год можно считать годом поклонников Archive, потому как чуть ранее, в феврале, первый альбом выпустил проект Дейва Пена BirdPen, который по своему уровню близок к лучшим работам Achive. Не стал отставать от бывших коллег и Крейг Уокер, первый альбом которого Siamese вышел в конце весны, продюсером которого стал Барди Йоханнссон (Bardi Johannsson), лидер группы Bang Gang.
С сентября 2009 года по февраль 2010 Archive дали более 50 концертов в рамках тура «Controlling Crowds». Также запланированы летние концерты в ряде европейских стран и Израиле.
Песня Bullets из альбома Controlling Crowds используется в качестве саундтрека в тизере к игре Cyberpunk 2077 от CD Projekt RED.

### With Us Until You're Dead (2012)
Можно считать, что это одна большая песня, так как все композиции медленно и органично перетекают друг в друга. Порою совсем не заметно, что уже наступил следующий трек. И эта большая песня состоит из множества прекрасных моментов. Например, вкрадчивая и агрессивно заканчивающаяся "Stick Me In My Heart" ("I'm nothing / Just and empty hole" ). Божественной красоты кинематографичный инструментал "Calm Now", подходящий для сцен прекрасных встреч или душераздирающих расставаний. Наконец, когда в "Silent" два прекрасных женских голоса под хип-хоповый ритм и пышную оркестровку тщательно выпевают "It feels so magical / By your side / i feel love", и там, кажется, всего ещё пара подобных строчек, но большего и не надо, чтобы выбивать слёзы и трогать душу. За годы британцы отточили последние умения до совершенства, и подобных чувственных моментов на альбоме в избытке - пусть даже и нет новых "Again" и "Lights". Название "With Us Until You're Dead" - о том, насколько здесь всё всерьёз.

### Axiom (2014)
Новый концептуальный альбом вышел в мае 2014 года и по сути представляет собой саундтрек к одноименному черно-белому фильму Axiom. Работа  сопровождается получасовым тематическим видеофильмом: стильный черно-белый видеоряд разрабатывает очередное антиутопическое предположение о последствиях возможной третьей мировой войны. Мировой лидер постоянно вещает из рупоров, что регресс - во благо человечества и приведет ко всеобщему благополучию, люди-пешки специально потребляют "отупляющие" таблетки, сидят по своим ячейкам и внимают звону колокола - символа новой эры. "Воинами света" в этой ситуации являются "глухие ангелы", которые специально лишают себя слуха,чтобы не слышать всё тот же пресловутый звон, главный из которых, "черный икар", является единственной надеждой на спасение всеобщего сознания.

### Restriction (2015)
Дата выхода 16 января 2015 года. В своем десятом альбоме команда еще ближе сместилась в сторону психо-рока. Только склонность к  электронным битам, драматичный вокал и кинематографичные эффекты  намекают на трип-хоп корни.
Альбом представляет собой целостную картину в духе лучших образцов британской музыки конца 20-го - начала 21-го веков. В альбоме рассказана разная и противоречивая история развития человеческих отношений с драматичной кульминацией, выраженной в треках Half Built Houses и Riding In Squares. Эмоциональная музыкальная картина вовлекает слушателя с первого и до последнего трека.

## Дискография

### Альбомы
- Londinium (1996)
- Take My Head (1999)
- You All Look the Same to Me (2002)
- Michel Vaillant (2003)
- Noise (2004)
- Lights (2006)
- Controlling Crowds (2009)
- Controlling Crowds, Part IV (2009)
- With Us Until You’re Dead (2012)
- Axiom (2014)
- Restriction (2015)
- The False Foundation (2016)
- Versions (2020)
- Call to Arms and Angels (2022)

### EP
- Again (2002)
- Men Like You (2002)
- Absurd (2002)

### Живые выступления
- Unplugged (2005)
- Live at Zenith (2007)
- Live at La Géode (2010)
- Archive: Tour 2010 (2010) (серия записей выступлений группы, выпущенная совместно с Concert Live)

### Прочие релизы
- Michel Vaillant (Bande Originale Du Film) (2003) (саундтрек к художественному фильму «Мишель Вальян: Жажда скорости»)
- Unreleased Demos & Tracks (2010) - сборник неизданных треков, демоверсий и ремиксов (Archive Self-released)
- Demos and Tracks from the Archives 2 (2012) - сборник неизданных треков и демоверсий (второе издание) (Archive Self-released)
- Cyberpunk 2077 (2017) (саундтрек к компьютерной игре (Киберпанк 2077 рус.) (песня Bullets)